# Салто де лос Авионес (Теокалтиче)
Салто де лос Авионес (шп. Salto de los Aviones) насеље је у Мексику у савезној држави Халиско у општини Теокалтиче. Насеље се налази на надморској висини од 1736 м.

## Становништво
Према подацима из 2010. године у насељу је живело 6 становника.

### Хронологија
| Година       | 2000         | 2005 | 2010 |
| ------------ | ------------ | ---- | ---- |
| Становништво | 33 (11 / 22) | 5    | 6    |

### Попис
| # | Индикатор                     | Вредност |
| - | ----------------------------- | -------- |
| 1 | Укупно домаћинстава           | 12       |
| 2 | Укупно насељених домаћинстава | 1        |
| 3 | Величина локације             | 1        |